# Lucio Genucio Clepsina
Lucio Genucio Clepsina  (in latino Lucius Genucius Clepsina; fl. III secolo a.C.) è stato un politico e generale romano.

## Biografia
Probabilmente era fratello di Gaio Genucio Clepsina, console del 276 a.C. e nel 270 a.C..